# IC 5328A
IC 5328A је спирална галаксија у сазвјежђу Феникс која се налази на листи објеката дубоког неба у Индекс каталогу.
Деклинација објекта је - 45° 1' 29" а ректасцензија 23h 33m 13,6s. Привидна величина (магнитуда) објекта IC 5328 износи 13,8 а фотографска магнитуда 14,7. IC 5328A је још познат и под ознакама ESO 291-28, AM 2330-451, PGC 71724.